# Улица Дротнинггатан (Хелсингборг)
56° 3′ 28.92″ N 12° 40′ 58.06″ E / 56.0580333° С; 12.6827944° И
Дротнинггатан (Краљичина улица) је једна од најдужих и најразноврснијих улица Хелсингборга. Дужине је 3,5 километра, од централног градског трга (Stortorget) до пешчане плаже (Vikingstrand) на северу. Улица неколико пута мења карактер, од ужурбаног градског булевара до мирне улице на плажи.

## Траса улице
Дротнинггатан почиње као наставак улице Järnvägsgatan, код централног и најстаријег градског трга Stortorget и пружа се близу обале ка северу. Пресецају је многе градске улице, и приступни пут Hälsovägen, после чега наставља на север са само две траке. Код пешчане плаже се наставља као улица Sofierovägen која води до замка Sofiero.

## Изглед улице
Због дужине, изглед улице се веома разликује дуж трасе. На почетку улице на југу доминирају велике и велелепне зграде са пет или шест спратова с краја 19. века и почетка 20. века, а посебно се истиче Градска кућа, смештена на углу између трга Stortorget  и улице. Овде је улица врло широка, јер се састоји од четири траке. Улица је овде са обе стране украшена двоструким дрворедима испод којих су уцртане бициклистичке стазе. Дуж овог централног потеза налази се неколико отворених простора дуж улице, први у облику трга уз Градску кућу, на источној страни улице. Даље на северу, на западној страни улице, налази се Sundstorget, који својом великом отвореношћу ствара велики поремећај у урбаности улице. Следећи отворени простор је трг где се налазе Концертна дворана, као и Градско позориште. Насупрот Концертне дворане налази се мања зграда на два спрата која је смештена између троспратнице и петоспратнице и чија је фасада снажно испреплетана у поређењу са осталима. Ова зграда је остатак старог дела старе улице (Norra Strandvägens), који је потом замењен улицом Дротнинггатан. Како зграда показује историјски део улице, према Одбору за заштиту града Хелсингборга сматра се посебно вредном.
Дротнинггатан мења карактер у свом делу ка северу. Зграде су и даље у већем обиму од око пет спратова, али улица је знатно ужа, сада има само две траке и са много ужим тротоарима, без бициклистичких стаза и без дрвећа. Улица стога добија много интимнији карактер. Следи Hamilton house архитекте Стена Самуелсона, зграда дугачка готово 200 метара, инспирисана Ле Корбизјеовом Unité d'Habitation, на малој удаљености од улице. Железнички вијадукт пролази на север дуж улице на удаљености од око десет метара. 
Даље улицом на источној страни доминира већи број вила, са изузетком дуге стамбене зграде Langetten, такође креације Стена Самуелсона. На западној страни, зграде су разноврсније и састоје се од неких вила, али углавном од стамбених зграда из 40-их и 50-их година, са излазима у улицу, док се супротна фасада отвара према погледу на мореуз Ересунд.

## Историја
Најстарији део Дротнинггатана је потез око трга Sankt Jörgens plats. Води порекло од старог сеоског пута. Тренутна рута углавном прати овај сеоски пут. Садашњи централни део улице још није био изграђен почетком 19. века, а према плажи су била бројна мања рибарска села и фарме. Први урбани развој у вези са будућом улицом Дротнинггатан догодио се око 1790. године у делу северно од Sankt Jörgens plats-а. Даље на северу, између 1790. и 1860. године, додате су бројне друге зграде дуж сеоског пута.
Средином 19. века, почело је нагло ширење Хелсингборга. Град се развио у напредан индустријски град, а са тим су дошле и веће амбиције о изгледу главних улица. У великом градском плану из 1859. године, који је написао градски инжењер Георг Густафсон, нацртане су две нове улице Дротнинггатан и Järnvägsgatan. Дуж улице, кварт је био подељен према мрежним обрасцима, а овде су зграде требале да граду дају монументалну фасаду окренуту према води. Блок на западној страни улице пројектовао је поручник Вилхелм Гагнер 1865. године, где је такође обезбеђен простор за изградњу великог трга Sundstorget. Улица је завршена негде током 1870-их и прво се звала Hamngatan, али када су се Pålsjövägen и Hamngatan повезале 1876. године, обе су добиле заједничко име Дротнинггатан. Исте године одлучено је да се у јужном делу улице засаде два низа дрвећа и овај део се наизменично назива Шеталиште и Еспланада. 
Током друге половине 19. века додато је више нових зграда, али не тако снажним темпом, јер је од средине 1860-их дошло до рецесије у грађевинској индустрији. Већа зграда која је подигнута била је такозвана Палата Lewenhaupt 1868. године. Северно уз улицу Дротнинггатан биле су неке од најважнијих знаменитости Хелсингборга, кућа Хамилтон (Hamilton House), саграђена 1852. године, и Лиаторп (Liatorp), изграђена 1864-65. 
1903. године кренуо је трамвај у Хелсингборгу, што је дуго значило велику промену за Дротнинггатан. Главне линије трасиране су дуж улице. Тридесетих година прошлог века почеле су да се граде нове куће дуж улице, на пример, строго функционална ХД-кућа (новинска кућа) саграђена 1930. године, затим концертна сала Свена Маркелиуса, која је завршена 1932. године.
Током касног модернизма, дуж улице Дротнинггатан изведено је много великих грађевинских пројеката. Током преласка на саобраћај десном страном 1967. године, трамвајска мрежа у Хелсингборгу је затворена, што је значило да је Дротнинггатан од тада намењен само за аутомобилски саобраћај.